# Tour du Finistère 2006
Il Tour du Finistère 2006, ventunesima edizione della corsa, valido come evento dell'UCI Europe Tour 2006 categoria 1.1, si svolse il 15 aprile 2006 su un percorso di circa 188 km. Fu vinto dal russo Sergej Kolesnikov, che terminò la gara in 4h 34' 34" alla media di 41,083 km/h.
Furono 42 in totale i ciclisti che tagliarono il traguardo.

## Ordine d'arrivo (Top 10)
| Pos. | Corridore          | Squadra       | Tempo    |
| ---- | ------------------ | ------------- | -------- |
| 1    | Sergej Kolesnikov  | Omnibike      | 4h34'34" |
| 2    | Pierrick Fédrigo   | Bouygues Tél. | a 46"    |
| 3    | Michel Echeverría  | Atom          | a 47"    |
| 4    | Mirko Allegrini    | Panaria       | a 2'02"  |
| 5    | Jurij Trofimov     | Omnibike      | a 3'02"  |
| 6    | Angelo Furlan      | Selle Italia  | a 3'12"  |
| 7    | Dmitrij Murav'ëv   | Jartazi       | a 3'40"  |
| 8    | Frédéric Finot     | F. des Jeux   | s.t.     |
| 9    | Kurt Van De Wouwer | Unibet.com    | a 3'55"  |
| 10   | Frédéric Gabriel   | Unibet.com    | a 4'35"  |